# Elecciones federales de Canadá de 1940
La elección federal canadiense de 1940 para elegir a los miembros de la Cámara de los Comunes canadiense del décimo noveno Parlamento de Canadá se celebró el 26 de marzo de 1940. El Partido Liberal del Primer Ministro William Lyon Mackenzie King fue reelegido a su segundo gobierno consecutivo.
La elección fue ensombrecida por el inicio de la Segunda Guerra Mundial, lo que hizo que muchos canadienses se reunieran alrededor del gobierno. En respuesta a esto, el Partido Conservador de Robert Manion funcionó en una plataforma que abogaba por la creación de un gobierno de unidad nacional de todos los partidos y concurrió bajo el nombre de "Gobierno Nacional" en estas elecciones. Aunque Manion se oponía personalmente a la conscripción, los liberales se enfrentaron a una presión intensa en Quebec sobre la cuestión y prometieron no instituir la medida. Esta promesa era para acosar a los liberales, ya que se enfrentan a la creciente presión de los militares y especialmente de Canadá inglesa para traer la medida. Para liberarlo de su promesa de 1940, King llamó a un plebiscito en 1942 sobre la cuestión. Fue la elección más exitosa para el Partido Liberal en su historia, en la que consiguió el 73% de los escaños en la Cámara de los Comunes.
El Partido del Crédito Social funcionó conjuntamente con el movimiento New Democracy de William Duncan Herridge. Sin embargo, algunos candidatos de los partidos Conservador y de Crédito Social insistieron en correr bajo los nombres tradicionales.
La Federación Cooperativa de la Commonwealth (CCF) ganó su primer asiento al este de Manitoba, con la elección de Clarence Gillis de la isla de Cabo Breton. Esta elección fue la última para su líder enfermo, J. S. Woodsworth.